# 中华人民共和国国民经济和社会发展第十一个五年规划纲要
中华人民共和国国民经济和社会发展第十一个五年规划纲要（简称“十一五”规划或十一五）是指中华人民共和国制定的从2006年到2010年底发展国民经济的五年規劃。專重於创新发展模式，提高发展质量，落实“五个统筹”，同時反思開發中的自然環境破壞，切实把经济社会发展转入全面协调可持续发展的基本面。

## 內容綱要
- 以邓小平理论和“三个代表”重要思想为指导，全面落实科学发展观。
- 轉變粗放型經濟增長方式，發展兼顧若干環保思維的循環經濟。
- 提高鼓勵城市支援農村，建設社會主義新農村和新型農村合作醫療。
- 打破行政區劃侷限，促進生產要素在區域間自由流動。
- 加強和諧社會建設、全面建設小康社會。
- 提高自主創新能力，並发展规模经济，加快發展先進製造業與服務業。

## 十一五期間成果
- 68项优先科學技術研究專項成立。
- 天河一號、天河二號分別兩度成為世界上效率最高的超級電腦。
- 廢除農業稅。
- 南水北調工程東線和中線接近完成。
- 移動式巨型深海鑽油平台海洋石油981建成。
- 天宮和神舟系列太空站任務成功，北斗衛星系統上線。
- 殲-20戰鬥機和遼寧號航空母艦首航，中華神盾及022型导弹艇等多種新式海軍船艦成軍。
- 風力發電新增裝置容量為世界增量第一多的國家，總裝置容量居世界第一位。
- 太陽能光伏面板發電量達到3.1吉瓦，太陽能熱水器裝機量世界第一。
- 於2010年中國超越日本成為世界上第二大經濟體。
- 京滬高速鐵路和青藏鐵路通車，“四纵四横”铁路快速客运通道開工。

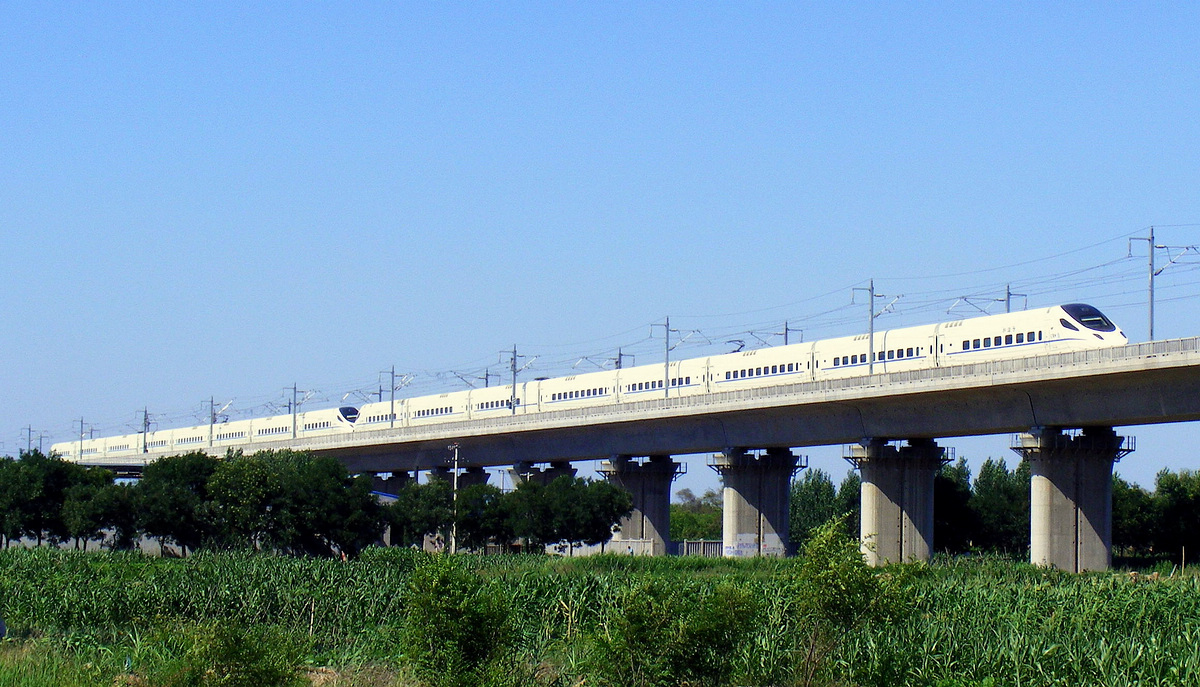
京滬高速鐵路
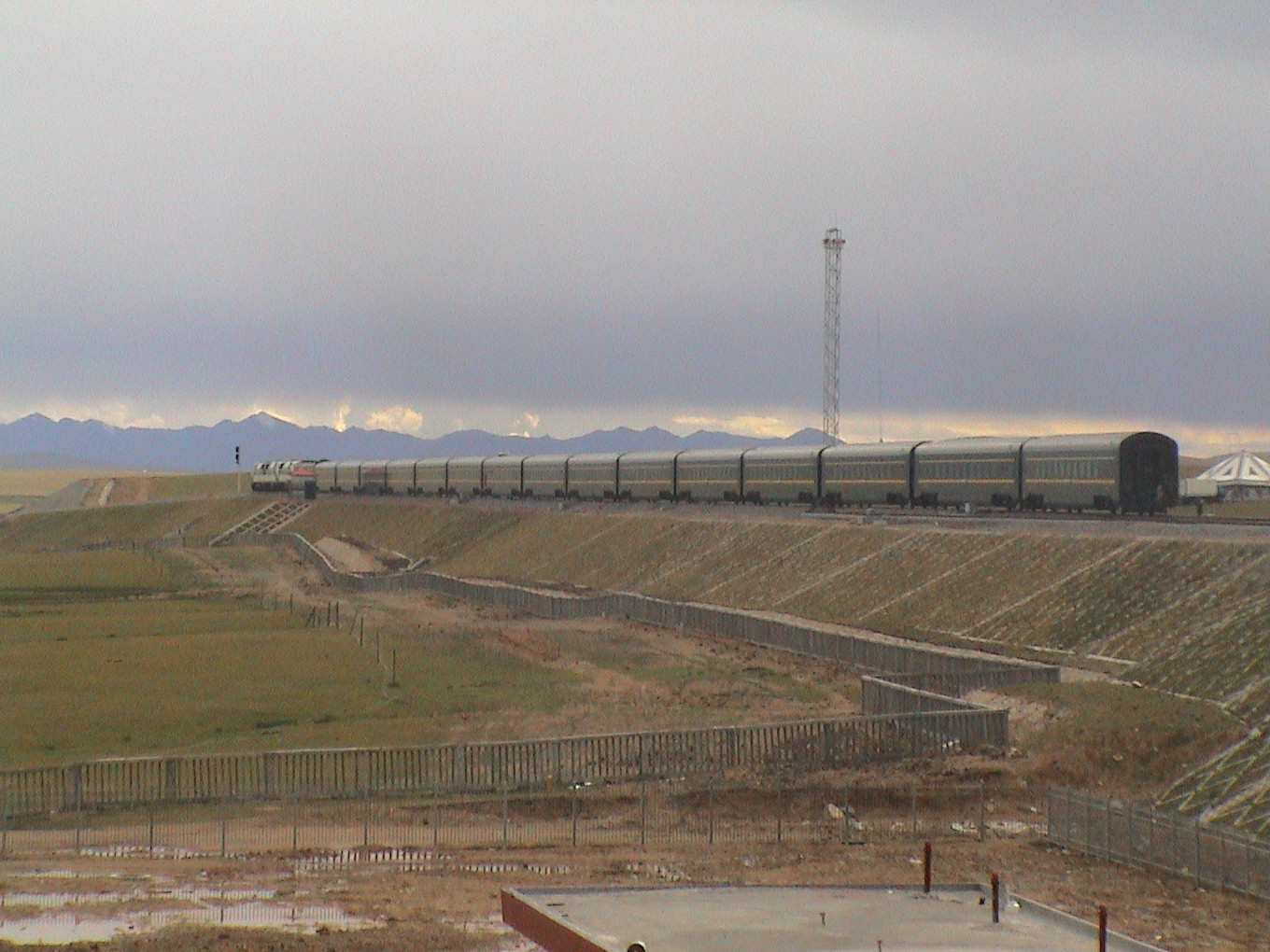
青藏鐵路
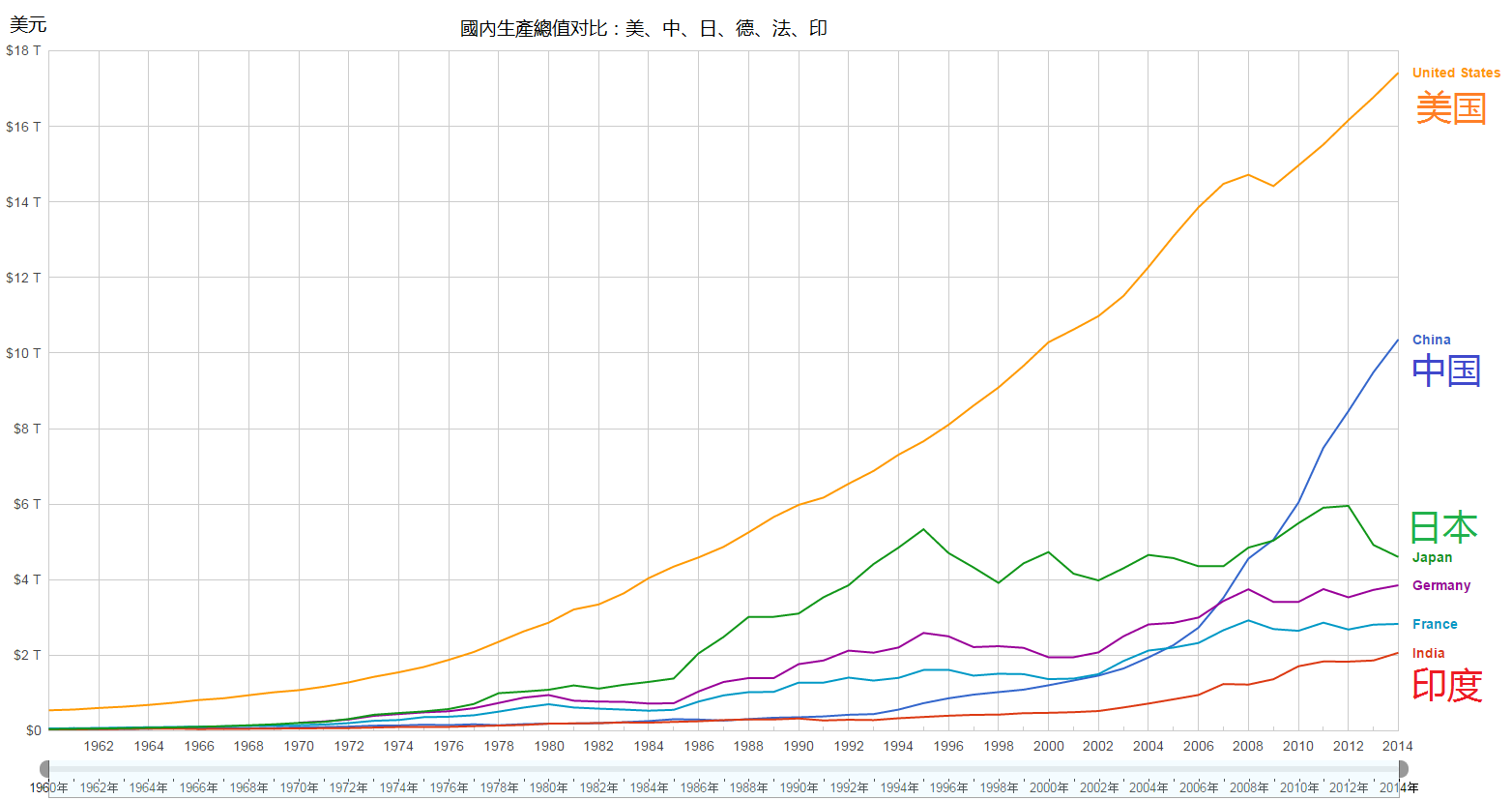
中國GDP總量
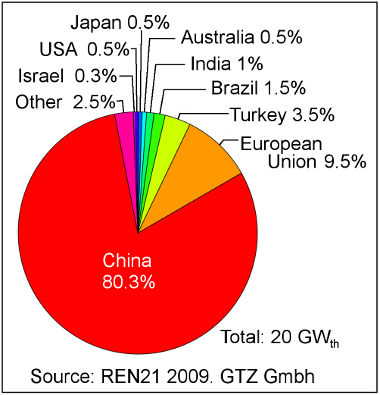
2007年世界太陽能熱水器安裝。中國佔80.3%。
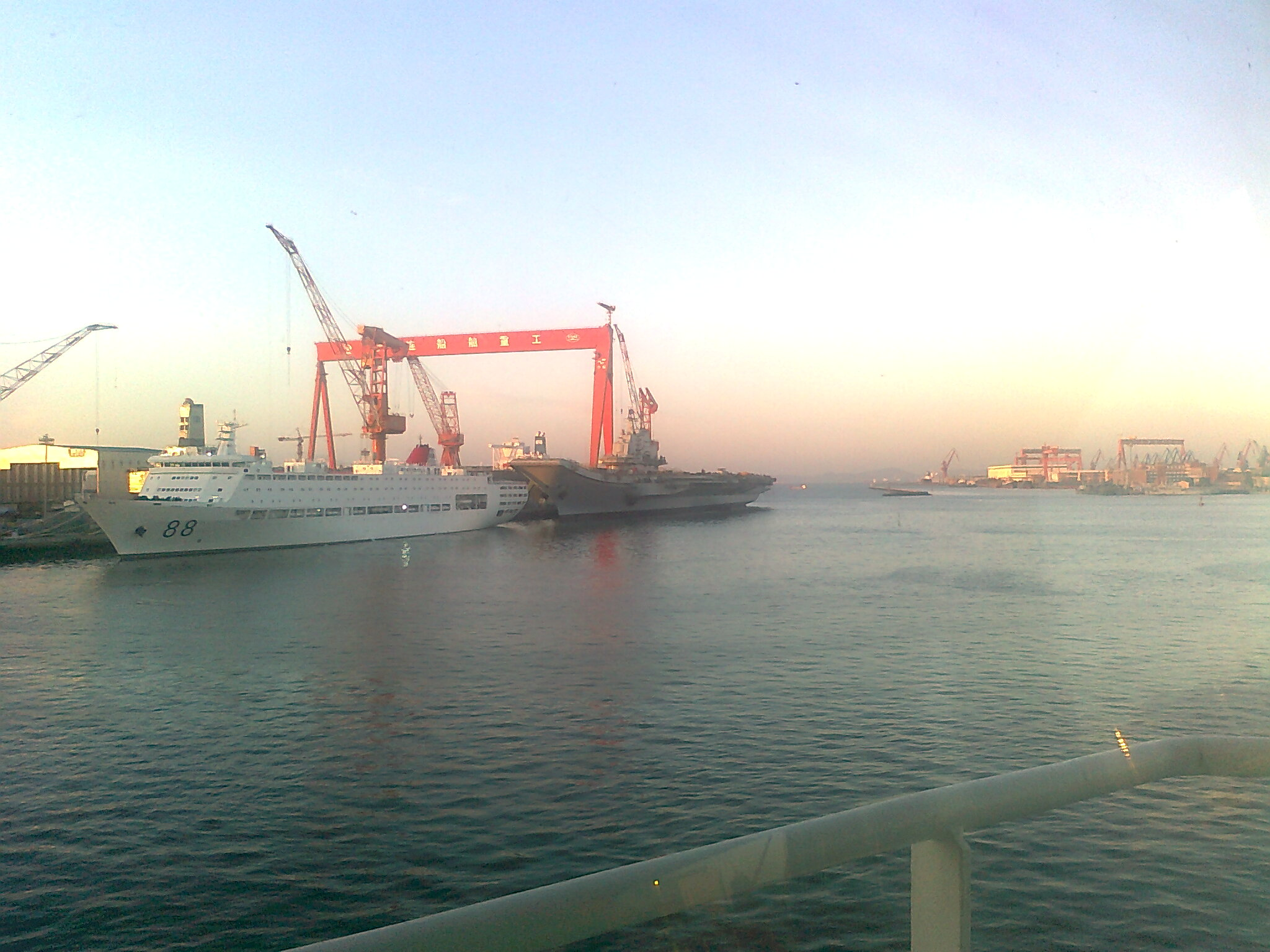
遼寧號航母
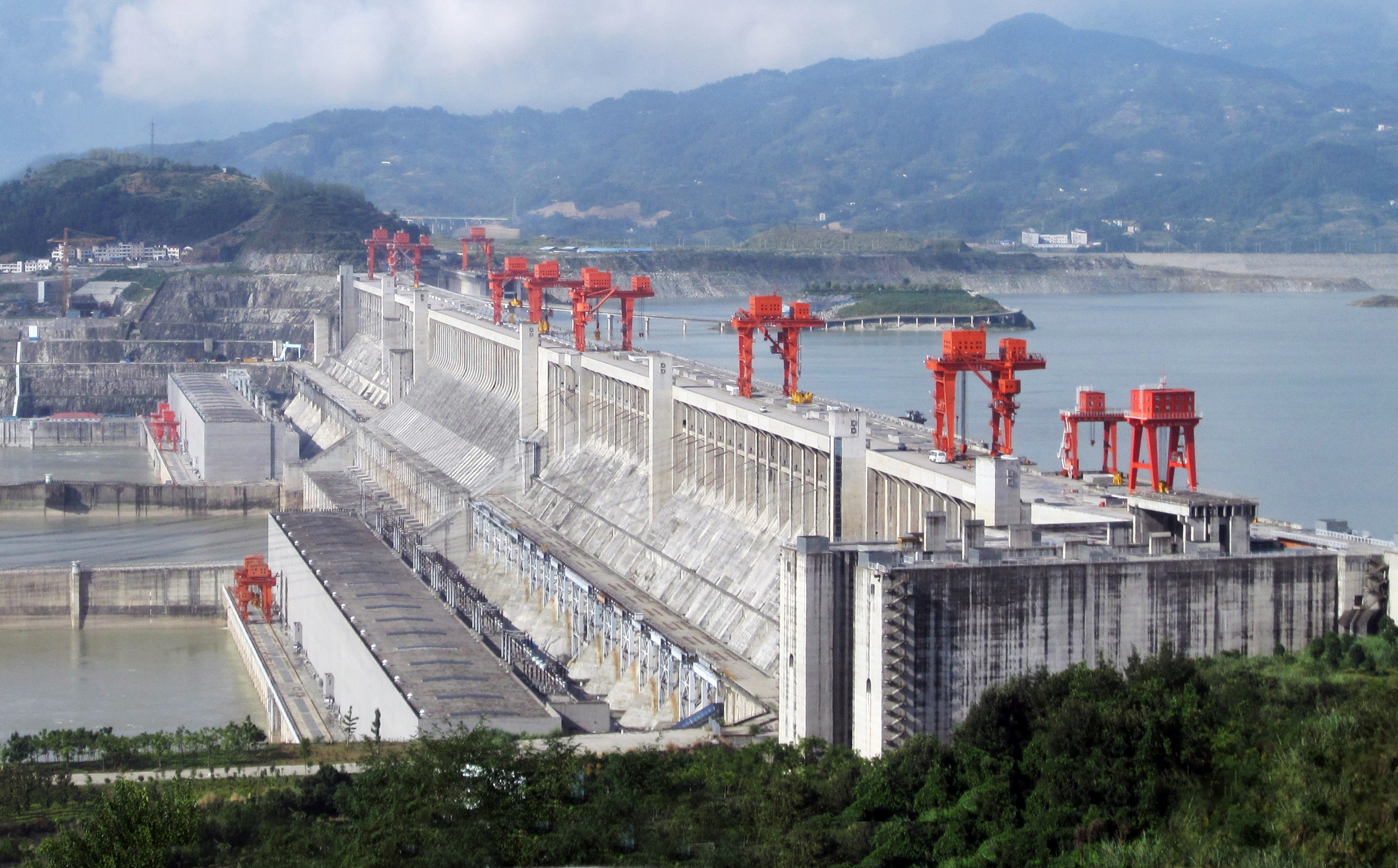
三峽大壩完工
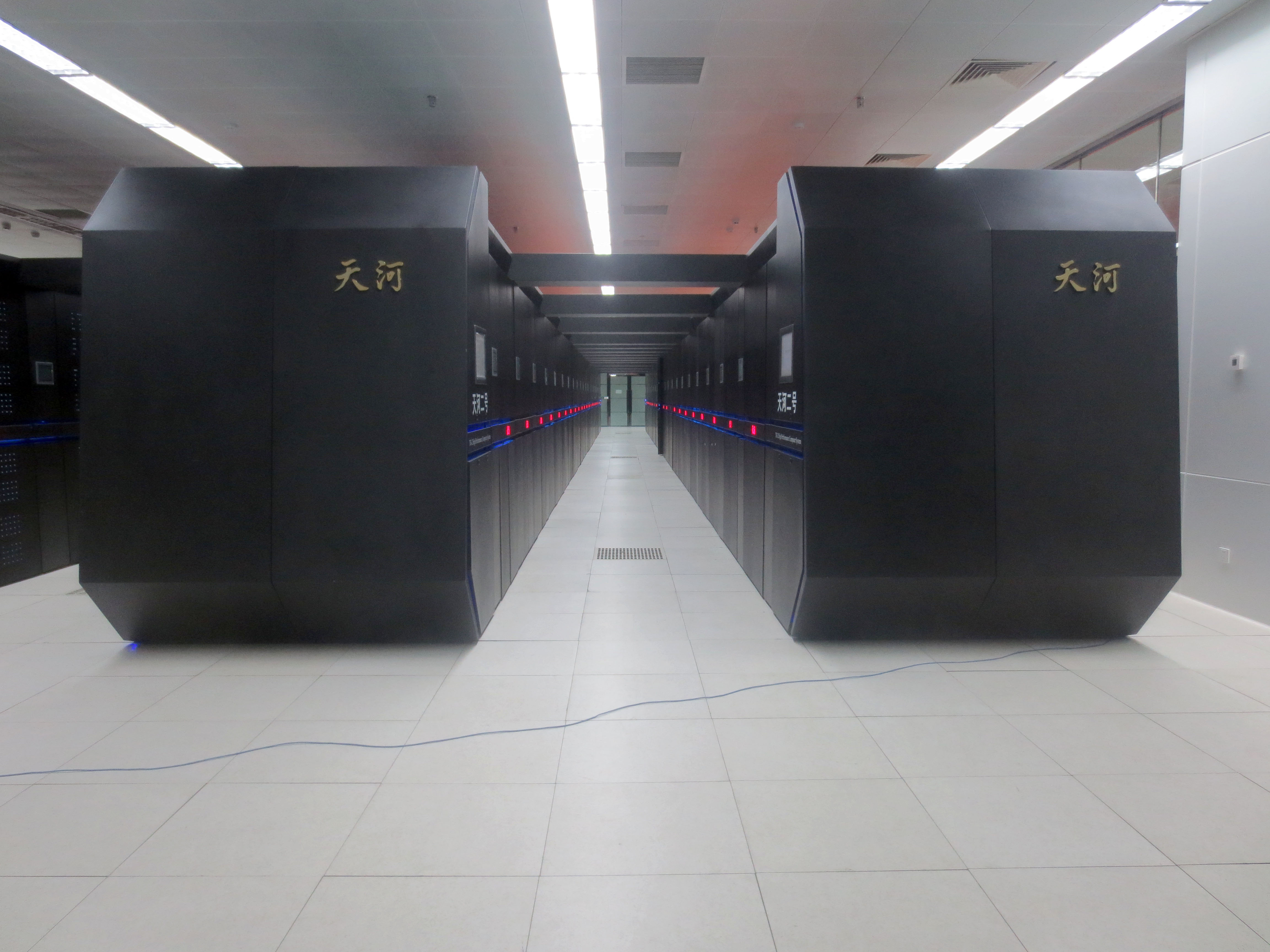
天河超算
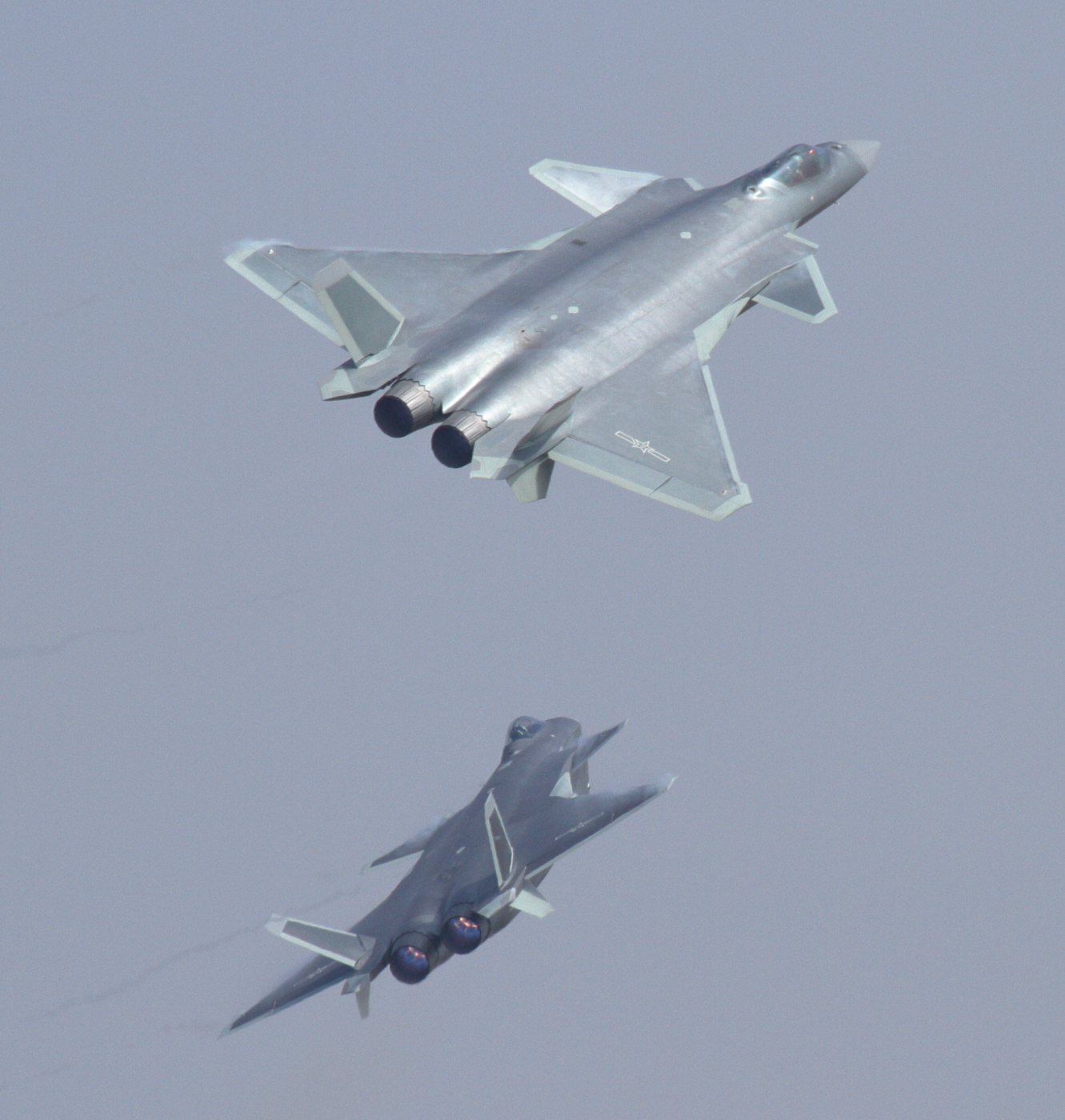
殲20隱形戰機
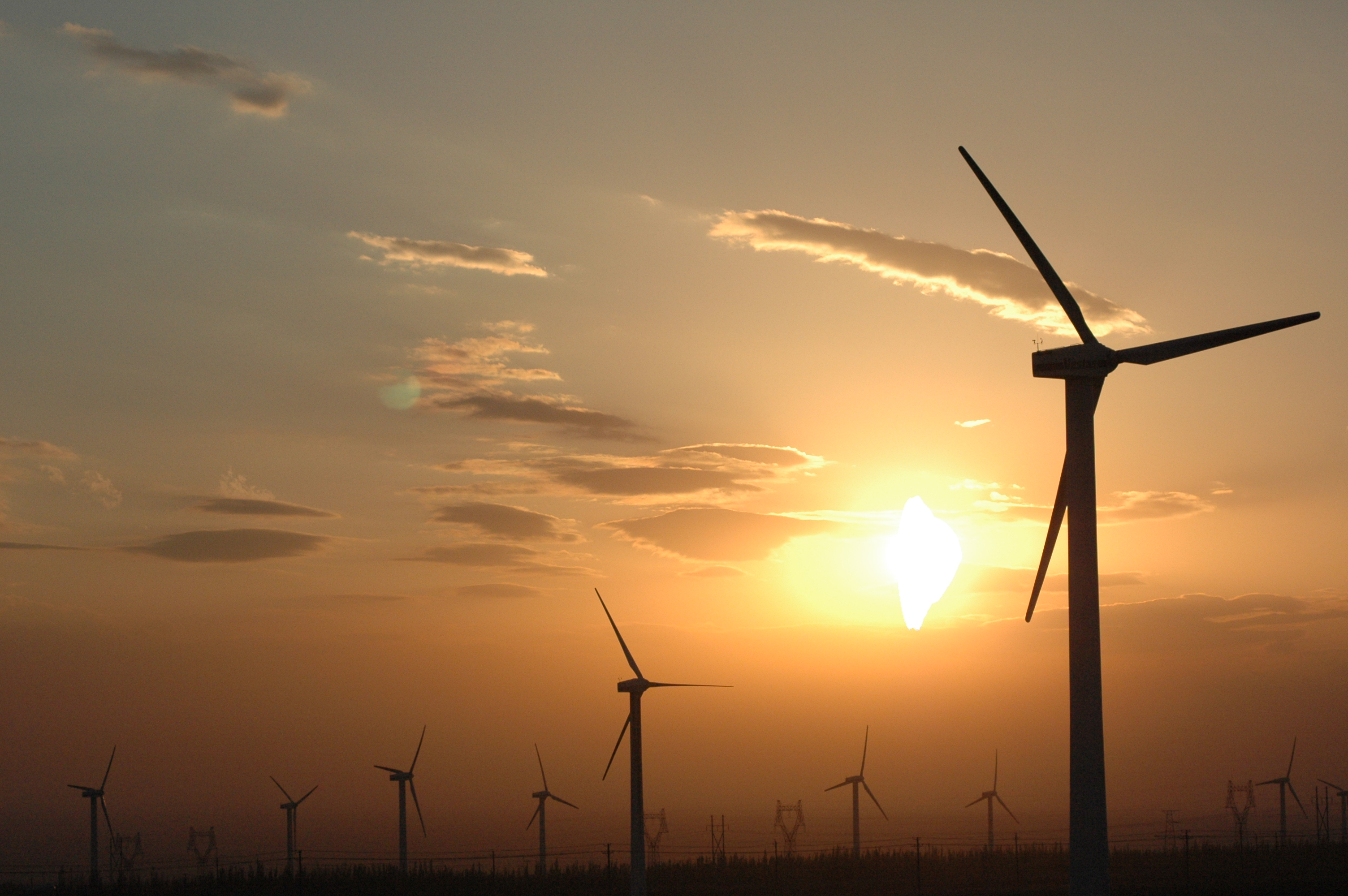
新疆風力發電場
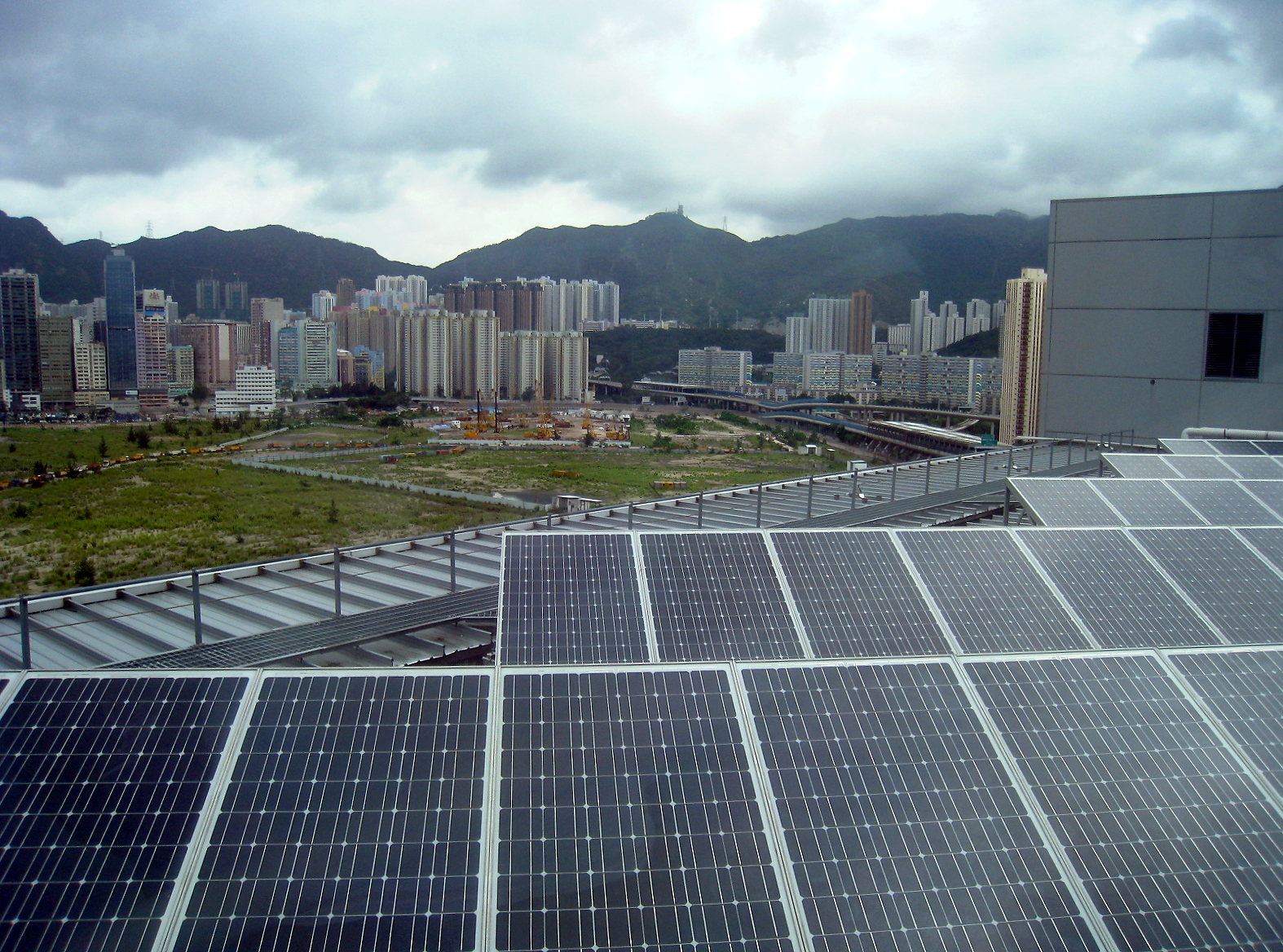
中國製造的太陽能板
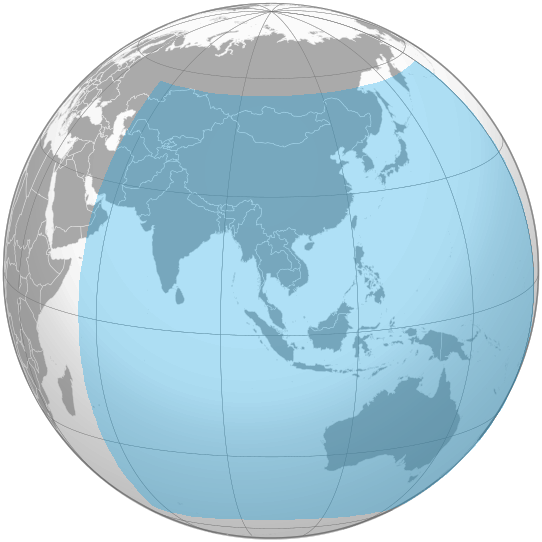
北斗衛星系統上線